# Episodi di Quattro dinamici fratelli (terza stagione)
La terza stagione della serie televisiva Quattro dinamici fratelli è stata trasmessa in anteprima nel Regno Unito dalla Independent Television tra il 7 agosto 1974 e il 30 ottobre 1974.
| nº | Titolo originale         | Titolo italiano | Prima TV UK       | Prima TV Italia |
| -- | ------------------------ | --------------- | ----------------- | --------------- |
| 1  | The Surprise Package     |                 | 7 agosto 1974     |                 |
| 2  | The Night of the Boggart |                 | 14 agosto 1974    |                 |
| 3  | Binny's Boyfriend        |                 | 21 agosto 1974    |                 |
| 4  | There's No Smoke         |                 | 28 agosto 1974    |                 |
| 5  | The Food of Life         |                 | 4 settembre 1974  |                 |
| 6  | The Row                  |                 | 11 settembre 1974 |                 |
| 7  | The Deadline             |                 | 18 settembre 1974 |                 |
| 8  | The Making of a Hero     |                 | 25 settembre 1974 |                 |
| 9  | The Runaway              |                 | 2 ottobre 1974    |                 |
| 10 | The Vandal               |                 | 9 ottobre 1974    |                 |
| 11 | The Weekend Away         |                 | 16 ottobre 1974   |                 |
| 12 | A Hand in Marriage       |                 | 23 ottobre 1974   |                 |
| 13 | The Wedding              |                 | 30 ottobre 1974   |                 |